# Natterer See
El Natterer See (o Llac de Natters) és un llac tirolès a 2,5 km de l'oest de Natters, a 830 metres sobre el nivell del mar. És un dels llacs més grans de l'altiplà al sud d'Innsbruck. Diverses rutes de senderisme arriben i passen pel voltant del llac.
La qualitat de la seva aigua és excel·lent (grau A). Regions de canyissars a la vora del llac i canonades de subministrament proveeixen el llac d'aigua fresca i restringeixen la contaminació deguda als olis de bany a l'estiu. Diferents tipus de carpes viuen al llac. la temperatura de l'aigua a l'estiu és d'uns 18-20 °C.